# Bergamota Reinette (manzana)
Bergamota Reinette es una variedad de cultivo de manzano (Malus domestica). Variedad de manzana creada en 1893 por Ivan Michurin.

## Historia
'Bergamota Reinette' es una variedad de manzana fruto del injerto de una plántula del manzano "Antonovka seiscientos gramos" injertada como escudo en un peral silvestre muy vigoroso de tres años. Tres años después, el portainjerto cayó gravemente enfermo y la ramita injertada de la nueva variedad se colocó en acodos para salvarse.
En 1898, el joven retoño trajo los primeros frutos (en el 5º año desde la fecha de germinación de las semillas). Por tanto, la primera fructificación fue prodigiosamente temprana. "Supongo que se debe al hecho de que la variedad joven sufrió las alteraciones de un injerto inadecuado: enraizamiento a una edad bastante madura y cortes abundantes durante la formación del tallo. Este hecho debe llamar la atención de los especialistas ... La modificación aparece particularmente en los frutos que, cuando fueron recolectados por primera vez en 1898, tenían apariencia y forma de pera (ver dibujo al lado). La forma general de la fruta y su color recordaban mucho más a la pera que a la manzana. La coloración era un amarillo ocre brillante frotado con bermellón en el lado del sol. Pulpa gruesa y crujiente, con un sabor dulce y picante, ligeramente picante. Los frutos se conservan hasta abril. Las semillas de los primeros frutos eran redondeadas y grandes, pero no germinó. En los años siguientes, las frutas habían cambiado un poco, acercándose a la forma habitual de las manzanas." .

## Características
'Bergamota Reinette' es un árbol de hoja ancha es de crecimiento vigoroso y rinde bastante abundantemente; los frutos se adhieren bien al árbol y rara vez se caen.
Este híbrido se ha propagado vegetativamente durante más de cincuenta años sin perder los caracteres del primer patrón de pera.

## Usos
Hace una muy buena manzana fresca de mesa, y en compotas.